# 帕德雷島
帕德雷島（英語：Padre Island）是美國的島嶼，位於墨西哥灣，由德克薩斯州負責管轄，長182公里、寬2.59公里，面積541平方公里。
帕德雷島是美國第三十一大的島嶼，也是美國本土第二大島嶼，僅次於長島。帕德雷島海岸線長度423.61公里，成為世界上最長的屏障岛。

## 外部連結
- 官方网站
- 美國地質調查局地名資訊系統：Padre Island
- Automobile Traffic on Texas Beaches